# Мирнодолинська сільська рада
| Мирнодолинська сільська рада — колишній орган місцевого самоврядування у Олександрівському районі Донецької області з адміністративним центром у с. Мирна Долина. Сільській раді підпорядковані населені пункти: - c. Мирна Долина - с. Бузинівка - с. Мар'ївка - с. Новознаменівка |

## Склад ради
Рада складалася з 12 депутатів та голови.

## Керівний склад сільської ради
| ПІБ                    | Основні відомості                                                         | Дата обрання | Дата звільнення |
| ---------------------- | ------------------------------------------------------------------------- | ------------ | --------------- |
| Хруленко Олег Іванович | Сільський голова, 1968 року народження, освіта, член Партії регіонів      | 26.03.2006   | 31.10.2010      |
| Хруленко Олег Іванович | Сільський голова, 1968 року народження, освіта вища, член Партії регіонів | 31.10.2010   |                 |

Примітка: таблиця складена за даними джерела